# Jack Bateson
Jack Samuel Bateson (* 3. Juni 1994 in Leeds) ist ein englischer Profiboxer im Superfedergewicht.

## Amateurkarriere
Jack Bateson ist der Sohn des Boxpromoters Mark Bateson und begann im Alter von neun Jahren mit dem Boxsport.
Bateson wurde 2011 Englischer und Britischer Jugendmeister, gewann im Halbfliegengewicht die Commonwealth-Jugendspiele 2011 auf der Isle of Man und war Viertelfinalist der Jugend-Europameisterschaften 2011 sowie der Jugend-Weltmeisterschaften 2012.
Bei den Erwachsenen wurde er 2012 Englischer Meister im Halbfliegengewicht und 2013 Englischer Meister im Fliegengewicht, zudem gewann er eine Bronzemedaille im Halbfliegengewicht bei den Europameisterschaften 2013 in Minsk. Er war dabei im Halbfinale gegen Dawid Airapetjan ausgeschieden. Bei den Weltmeisterschaften 2013 in Almaty unterlag er in der Vorrunde gegen David Jiménez.
Bateson boxte darüber hinaus von 2015 bis 2017 für die British Lionhearts in der World Series of Boxing und gewann internationale Turniere, darunter das Feliks Stamm Tournament 2015 und das Tammer-Turnier 2016.

## Profikarriere
Jack Bateson gewann sein Profidebüt am 1. September 2017 und wurde im November 2021 Englischer Meister sowie im Juni 2022 WBA-Intercontinental-Champion im Superbantamgewicht. Den Titel verlor er im November 2022 durch eine TKO-Niederlage an Shabaz Masoud.
Am 7. Dezember 2024 boxte er ein Unentschieden gegen den IBF- und WBO-Europameister im Superfedergewicht, Danny Quartermaine.